# Lasi (Kuan Fatu)
Lasi is een bestuurslaag in het regentschap Timor Tengah Selatan van de provincie Oost-Nusa Tenggara, Indonesië. Lasi telt 3344 inwoners (volkstelling 2010).